# Michael Anderson (reżyser)
Michael Joseph Anderson Sr. (ur. 30 stycznia 1920 w Londynie; zm. 25 kwietnia 2018 w Sunshine Coast) – brytyjski reżyser filmowy. Największy sukces przyniósł mu film  W 80 dni dookoła świata (1956), za którego reżyserię otrzymał w 1957 swoją jedyną w karierze nominację do Oscara. Sam film zdobył 5 Oscarów, w tym dla najlepszego filmu roku.

## Życie prywatne
Trzykrotnie żonaty. Od 1977 żoną reżysera była aktorka telewizyjna Adrienne Ellis (ur. 1944). Z dwóch pierwszych małżeństw miał sześcioro dzieci. Jego syn, Michael Anderson Jr., został aktorem, zaś drugi z synów, David, producentem filmowym.
Zmarł 25 kwietnia 2018 w Sunshine Coast w wieku 98 lat.

## Filmografia
- 1984 (1956)
- W 80 dni dookoła świata (1956)
- Incydent na rzece Jangcy (1957)
- Wrak Mary Deare (1959)
- Podając rękę diabłu (1959)
- Młodzi i spragnieni (1960)
- Nagie ostrze (1961)
- Operacja Kusza (1965)
- Misja Quillera (1966)
- Trzewiki rybaka (1968)
- Papież Joanna (1972)
- Honor pułku (1975)
- Ucieczka Logana (1976)
- Orka – wieloryb zabójca (1977)
- Miecz Gideona (1986)
- Przed sklepem jubilera (1988)
- Millennium (1989)
- Młodość Katarzyny (1991)
- Wilk morski (1993)
- 20 000 mil podmorskiej żeglugi (1997)
- Nowe przygody Pinokia (1999)